# شهرک سد نوروزلو
شهرک سد نوروزلو روستایی در ایران است که در دهستان زرینه‌رود جنوبی واقع شده‌است. شهرک سد نوروزلو ۱۰۷ نفر جمعیت دارد.